# Llms.txt
llms.txt és un fitxer de text escrit en format Markdown que proporciona un resum estructurat del contingut d’un lloc web amb l’objectiu que els models de llenguatge de grans dimensions (LLMs) el puguin entendre fàcilment. Serveix com un pont entre la informació publicada en una web i la seva interpretació per part de sistemes d’intel·ligència artificial com ChatGPT, Claude o Google Gemini.

## Origen i context
El concepte fou presentat l’any 2023 per Jeremy Howard, cofundador d’Answer.AI. La proposta neix de la necessitat d’oferir als sistemes d’IA una forma clara d’identificar quines parts d’un lloc web són més rellevants i quina és la seva intenció comunicativa.

## Propòsit i funcionament

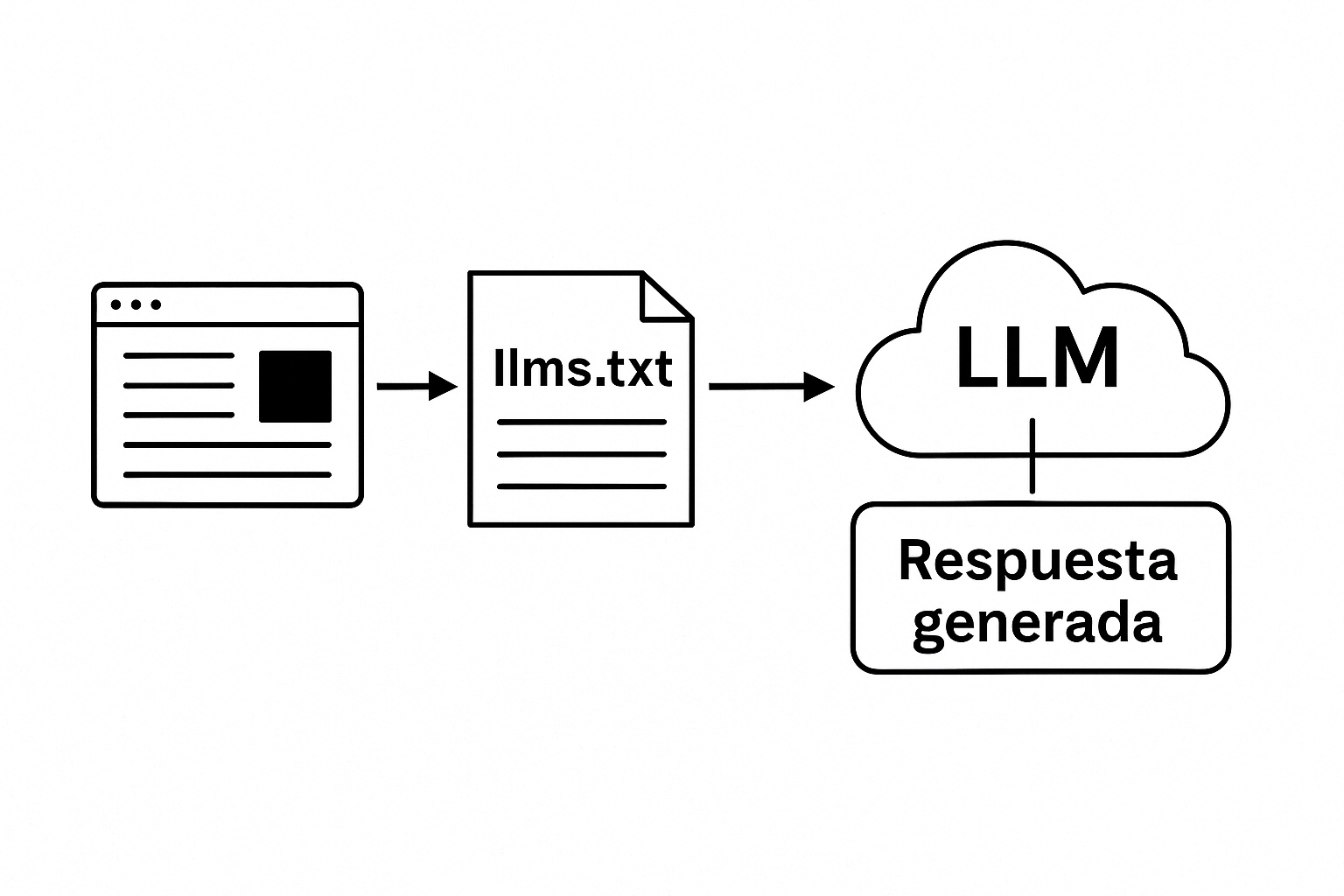
Diagrama del funcionament del fitxer llms.txt com a pont entre un lloc web i un model de llenguatge IA.

A diferència del fitxer robots.txt, que regula l'accés dels rastrejadors a certes parts d’un lloc, el fitxer llms.txt actua com una guia perquè els LLMs puguin prioritzar els continguts que realment importen. Això permet una millor comprensió semàntica i una presència més efectiva en respostes generades per IA.
És especialment útil per a:
- Llocs corporatius que volen destacar serveis.
- Botigues en línia que volen mostrar categories de productes.
- Blocs o plataformes educatives amb autors i contingut especialitzat.

## Estructura del fitxer
El fitxer s’ha d’escriure en format Markdown i seguir una estructura clara. També se’n pot trobar una explicació detallada a l’article original de Francesc Sánchez publicat a La Teva Web. Segons la documentació oficial, inclou:
- Un títol amb H1 (`#`) que identifica el lloc.
- Un resum (amb `>`) que descriu el propòsit i públic objectiu.
- Seccions principals (H2 `##`) amb enllaços rellevants.
- Contingut opcional amb recursos complementaris.

### Exemple de llms.txt
```
# Portal de dades obertes

> 
Repositori de conjunts de dades públics per a periodistes, investigadors i ciutadans.

## Medi ambient

-
 
https://dadesobertes.gencat.cat/mediambient

## Manual API

-
 
https://dadesobertes.gencat.cat/docs/api

## Contacte

-
 
https://dadesobertes.gencat.cat/contacte

```

Un exemple real de fitxer llms.txt es pot consultar a www.latevaweb.com/llms.txt, creat per una agència de màrqueting digital.

## Implementació
El fitxer ha de tenir el nom exacte de llms.txt i s’ha de col·locar a l’arrel del domini. Bones pràctiques recomanades:
- Verificar que sigui públicament accessible.
- No fer servir més d’un H1.
- Incloure només informació rellevant.
- Codificació en UTF-8 i sintaxi Markdown correcta.

Existeixen eines com Wordlift i Firecrawl, així com connectors per a WordPress, que en faciliten la creació automàtica.

## Fitxers relacionats
Existeix l’opció d’incloure un fitxer complementari, llms-full.txt, que proporciona informació ampliada. No és obligatori, però pot ser útil per a projectes grans.

## Casos d’ús
El fitxer llms.txt comença a ser utilitzat per llocs institucionals, educatius i comercials que volen garantir que el seu contingut aparegui correctament interpretat en respostes generades per IA. És especialment útil per evitar malentesos o omissions per part dels LLMs.

## Importància i adopció
Encara que no és un estàndard formal, llms.txt s’està consolidant com una pràctica recomanada en desenvolupament web orientat a IA i SEO tècnic.